# Getúlio Santos da Silva
Getúlio Santos da Silva (Rio de Janeiro, 7 de julho de 1931 – Rio de Janeiro, 15 de setembro de 2008) foi um futebolista brasileiro que atuou como zagueiro.
Está entre os 50 jogadores que mais atuaram pelo Santos.

## Carreira
Iniciou em 1949, nas equipes de base do Madureira Esporte Clube. Na temporada seguinte, foi transferido para os quadros amadores do Fluminense, onde posteriormente foi aproveitado no quadro de Aspirantes jogando como lateral (direito e esquerdo) e também como zagueiro. No clube, atuou no júnior ao lado de Telê Santana.
Depois de uma indisposição com o técnico argentino Adolpho Milman, deixou o Fluminense em 1955. Fez 48 partidas pelo clube.
Em 1957, depois de jogar pelo Jabaquara, foi contratado pelo Santos. Estreou em 26 de abril do mesmo ano, na vitória por 3 x 1 sobre o São Paulo, no Estádio do Pacaembu, pelo Torneio Rio-São Paulo.
No segundo semestre de 1962, junto de Fioti, foi emprestado ao Noroeste de Bauru para disputar o Campeonato Paulista.
Durante sua passagem pelo Santos, não foi titular absoluto, mas atingiu um bom número de partidas. Foi campeão paulista de 1958, 1960 e 1961, vice-campeão paulista de 1959, campeão da Taça Brasil em 1961 e campeão da Copa Libertadores e do Mundial Interclubes de 1962.
Jogou também várias vezes pela Seleção Paulista em jogos válidos pelo extinto Campeonato Brasileiro de Seleções.

## Títulos
Fluminense
- Torneio Início: 1954

Santos
- Campeonato Paulista: 1958, 1960 e 1961
- Torneio Rio-São Paulo: 1959[6]
- Taça Brasil: 1961
- Copa Libertadores: 1962
- Mundial Interclubes: 1962[7]

## Morte
Sofreu do Mal de Alzheimer por dois anos e morreu aos 77 anos, no dia 15 de setembro de 2008, no Rio de Janeiro, por falência múltipla dos órgãos devido a complicações de uma hepatite.